# Gylippus spinimanus
Gylippus spinimanus är en spindeldjursart som beskrevs av Simon 1879. Gylippus spinimanus ingår i släktet Gylippus och familjen Gylippidae. Inga underarter finns listade i Catalogue of Life.